# Chiesa di Sant'Andrea Apostolo (Gris)
La chiesa di Sant'Andrea Apostolo è un edificio di culto cattolico che si trova a Gris, nel comune di Bicinicco, in provincia e arcidiocesi di Udine. Fa parte della forania del Friuli Centrale.

## Storia
La prima citazione di una chiesa a Gris risale al 1246 (cappella de Grez) e poi ancora nel 1295 come cappella della Ville Greys et Cucane. 
Alla fine del XV secolo l'edificio venne completamente ristrutturato, in seguito alle invasioni dei Turchi. 
Il terremoto del 1511 procurò seri danni alla chiesa, che fu prontamente riedificata. Nel corso del Seicento è stata realizzata la sacrestia, tra il 1910 e il 1911 fu costruita una cappella votiva sul fianco sud ad opera di Giovanni Battista Mantovani.
Nel 1933 fu riedificato il campanile a vela, che era stato sostituito all'inizio del secolo da una torre campanaria in cemento armato, a sua volta demolita nei primi anni trenta. Nel 1994 vennero restaurati gli affreschi interni. Nel 2010 la Soprintendenza ai beni architettonici e paesaggistici del Friuli-Venezia Giulia ha restaurato nuovamente gli affreschi storici e le decorazioni delle facciate, risanato le coperture del tetto e il campanile a vela.

## Interno

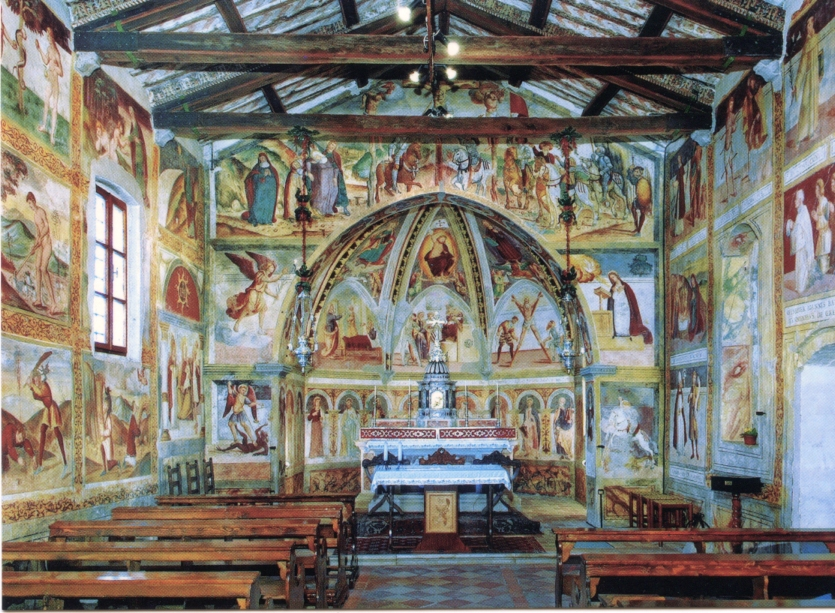
Interno della chiesa di Sant'Andrea a Gris

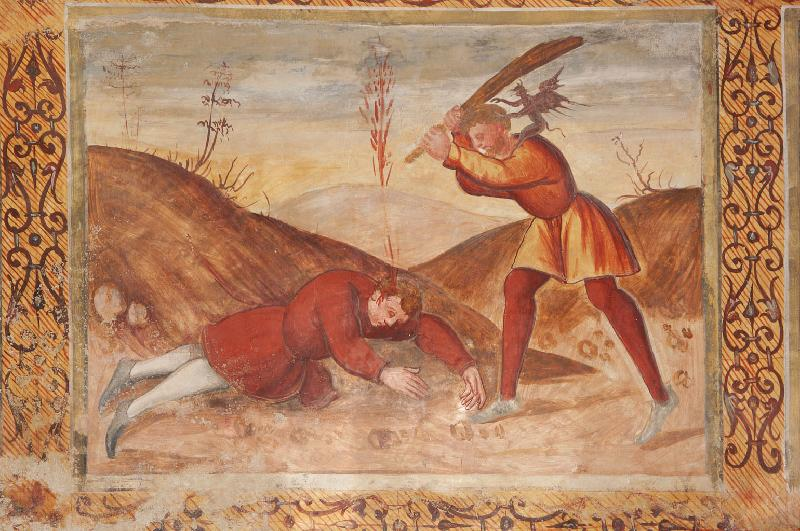
Caino e Abele

L'interno della chiesa fu completamente affrescato tra il 1523 e il 1531. Si trova un ciclo di affreschi con 72 scene tratte dall'Antico e dal Nuovo Testamento, che costituisce una Biblia pauperum, che copre ben 230 metri quadrati di superficie. La decorazione pittorica è attribuita a Gaspare Negro, al figlio Arsenio e alla loro bottega. La presenza di Gaspare Negro è documentata a Udine dal 1503 al 1544 ed attivo nella chiesa di Santa Maria delle Grazie di Castions di Strada durante il 1534.